# Bas-fonds (film, 1930)
Pour les articles homonymes, voir Bas-fonds.
Pour plus de détails, voir Fiche technique et Distribution.
Bas-fonds (Niebezpieczny romans) est un film polonais réalisé par Michał Waszyński d'après le roman La Fortune du caissier d'Andrzej Strug, et sorti en 1930.

## Fiche technique
- Titre : Bas-fonds
- Titre original : Niebezpieczny romans
- Réalisation : Michał Waszyński
- Scénario : Anatol Stern
- Société de Production :
- Musique : Adam Szpak
- Photographie : Hans (Jan) Theyer
- Montage :
- Costumes :
- Pays d'origine : Pologne
- Format :
- Genre :
- Durée :
- Date de sortie : 
  - Pologne : 18 octobre 1930
  - Japon : 15 septembre 1931
  - France : 19 mai 1933

## Distribution
- Bogusław Samborski : Hieronim Śpiewankiewicz, le caissier de la banque
- Betty Amann : Ada
- Helena Stępowska : la femme de Hieronim Śpiewankiewicz
- Józef Orski : le fils de Hieronim Śpiewankiewicz
- Zula Pogorzelska
- Adolf Dymsza
- Eugeniusz Bodo
- Kazimierz Krukowski
- Paweł Owerłło : le directeur de la banque
- Stefan Szwarc : Jańcio
- Lucjan Kraszewski : Lucek
- Leon Recheński
- Kazimierz Rawicz
- Czesław Raniszewski
- Antoni Adamczyk
- Oktawian Kaczanowski
- E. M. Schummer
- Leon Zajączkowski
- Lech Owron : le détective
- Karol Hubert
- Henryk Rzętkowski
- Chór Dana